# Bezručova chata
Bezručova chata se nachází jižně pod vrcholem Lysé hory v Moravskoslezských Beskydech na území obce Ostravice v okrese Frýdek-Místek Moravskoslezského kraje Česka. Vlastníkem je KČT. V chatě je možnost ubytování v 5 dvoulůžových pokojích s vlastním sociálním zařízením. Restaurace poskytuje pokrmy se zaměřením na lokální suroviny.

## Historie
V roce 1934 byla postavena první česká chata na vrcholu Lysé hory. Náklady činily 602 000 korun a vlastníkem byl Klub československých turistů z Moravské Ostravy. Projekt vytvořil František Knobloch. Chata měla 12 pokojů, 2 noclehárny, místnost pro chataře, ústřední topení, teplou vodu a elektrickou pec. Po 2. světové válce byla znárodněna a spojena se Slezskou chatou, která patřila Beskidenvereinu, do jednoho komplexu. Od roku 1948 se jmenovala „Bezručova chata“ podle Petra Bezruče. V roce 1972 vyhořela Slezská chata a v březnu 1978 i Bezručova chata. Příčiny požáru nebyly zjištěny. Jednou z verzí byla vadná elektroinstalace, ale druhou bylo žhářství ze strany nájemce z důvodů finančních nesrovnalostí. Při požáru zemřel kuchařův tříletý syn. Osoba odpovědná za zapnutí vadné elektroinstalace krátce po požáru přišla o život při autonehodě, což dále posílilo teorii o úmyslném zapálení.
V místě chaty se poté v letech 1994 až 2015 nacházelo občerstvení Šantán.
Nová Bezručova chata byla otevřena 25. listopadu 2015. Byla postavena Klubem českých turistů za pomocí dobrovolníků a finanční podpory široké veřejnosti, obcí a Moravskoslezského kraje.

## Přístup
Chata je přístupná po celý rok:
- po  červené turistické značce ze železniční stanice Ostravice z Ostravice spolu s  naučnou stezkou Lysohorský bestiář.
- po  modré a  červené turistické značce z Mazáku v obci Ostravice.
- po  žluté turistické značce od hráze vodní nádrže Šance.
- po  červené turistické značce z Visalají přes Vyšní Mohelnice.
- po  žluté turistické značce z Krásné, Nižní Mohelnice.
- po  červené a  modré turistické značce z Pražma.
- po  žluté,  zelené a  modré turistické značce z Janovic, Bystrého. (2 trasy)
- po  modré turistické značce z Malenovic přes Ivančenu.
- po  žluté a  červené turistické značce z Malenovic přes Lukšinec.